# Biomedicina
Biomedicina es un término que engloba el conocimiento y la investigación que es común a los campos de la medicina como la oncología, dermatología, osteología, reumatología, endocrinología, epidemiologia, neurología, psiquiatría, cardiología, neumología, oftalmología, gastroenterología, urología, otorrinolaringología, estomatología, cirugía, obstetricia y ginecología y a las disciplinas del ámbito de la biología como son la bioquímica, biología molecular, microbiologia, bacteriología, virología, parasitología, inmunología, histología, genética, citología, embriología, anatomía, fisiología, patología, ingeniería biomédica, bioingeniería, biotecnología, zoología, botánica y farmacología.
La biomedicina se relaciona con la práctica de la medicina, y aplica todos los principios de las ciencias naturales en la práctica clínica, mediante el estudio e investigación de los procesos fisiopatológicos, considerando desde las interacciones moleculares hasta el funcionamiento dinámico del organismo a través de las metodologías aplicadas en la biología, química y física.
De esta manera permite la creación de nuevos fármacos, menos tóxicos,  y perfecciona el diagnóstico precoz de enfermedades y el tratamiento de estas.

## Diferencia entre Biomedicina e Ingeniería Biomédica
La Biomedicina y la Ingeniería Biomédica son disciplinas relacionadas pero con enfoques distintos.
La Biomedicina se centra en la investigación y comprensión de los procesos biológicos y médicos a nivel molecular y celular. Los profesionales de la biomedicina estudian enfermedades, factores genéticos y moleculares, y buscan desarrollar tratamientos y terapias. Es una disciplina más orientada hacia la investigación básica en biología y medicina.
Por otro lado, la Ingeniería Biomédica aplica principios y técnicas de ingeniería para diseñar, desarrollar y mantener equipos médicos, dispositivos y tecnologías utilizadas en el ámbito de la salud. Los ingenieros biomédicos trabajan en la interfaz entre la ingeniería y la medicina, creando soluciones tecnológicas para mejorar el diagnóstico, tratamiento y atención al paciente.
En resumen, mientras que la Biomedicina se enfoca en la investigación biológica y médica, la Ingeniería Biomédica se centra en la aplicación práctica de la ingeniería para mejorar la atención médica y desarrollar tecnologías médicas innovadoras.

## Técnicas de estudio
- Western Blot
- Southern Blot
- Northern Blot
- Lab on a chip

## Biomedicina por países

### España
Ley 14/2007, de 3 de julio, de Investigación biomédica, que regula dicha investigación y, en particular:
1. Las investigaciones relacionadas con la salud humana que impliquen procedimientos invasivos.
2. La donación y utilización de ovocitos, espermatozoides, preembriones, embriones y fetos humanos o de sus células, tejidos u órganos con fines de investigación biomédica y sus posibles aplicaciones clínicas.
3. El tratamiento de muestras biológicas.
4. El almacenamiento y movimiento de muestras biológicas.
5. Los biobancos.
6. El Comité de Bioética de España y los demás órganos con competencias en materia de investigación biomédica.

La Ley excluye de su ámbito: 
- Los ensayos clínicos con medicamentos y productos sanitarios, que se regirán por su normativa específica.
- Las implantaciones de órganos, tejidos y células de cualquier origen que se regirán por lo establecido en la Ley 30/1979, de 27 de octubre, sobre extracción y trasplante de órganos. Cabe destacar, que se excluye de esta exclusión a los trasplantes de retina, atendidos por una ley orgánica particular para estos casos (dada la sensibilidad ética a la que está sometida este órgano).

### México
La carrera de Ingeniería Biomédica nace en 1973; al día de hoy se imparte en más de 30 universidades en el país. Sin embargo, sigue existiendo una falta de espacio para los Ingenieros Biomédicos dentro de los organigramas de los Servicios de Salud, a pesar de la necesidad de contar con profesionales que brinden soporte a las decisiones relacionadas con la gestión de equipo médico.
Por su parte la Biomedicina como carrera científica ha avanzado en difusión. Desde hace varios años la Benemérita Universidad Autónoma de PUEBLA (BUAP), imparte la carrera con dos ejes terminales, uno en microbiología y otro en fisiología, con lo cual los egresados se especializan en un ámbito de estudio y profundiza el dominio de técnicas de investigación de acuerdo con la  línea de investigación a la que se encuentren adscritos investigadores principales. La carrera también se Imparte en la Universidad Autónoma de SINALOA (UAS) y en la Universidad Autónoma de MÉXICO (UNAM), con el nombre de Investigación Biomédica Básica, siendo una carrera de excelencia académica.[cita requerida] 
Fr
En cuanto a posgrados, destaca el programa de Biomedicina molecular impartido en el Instituto Politécnico Nacional, y el programa en Investigación Biomédica de la Universidad Autónoma de Aguascalientes. En cuanto a doctorado, destaca el enfocado a ciencias Biomédicas de la UNAM.[cita requerida]

### Argentina
El Hospital Universitario Austral es una institución argentina de salud dedicada a la asistencia, la docencia y la investigación biomédica. En 1996 nació la Facultad de Ciencias Biomédicas de la Universidad Austral, que en 2001 ya tendría su primera promoción de médicos y licenciados en Enfermería.

## Ejemplos de aplicación
Face2Gene, desarrollada por FDNA, es una aplicación que permite detectar una enfermedad rara con una foto. Cada síndrome reconocido por la aplicación está acompañado por información de las bases de datos médicos de Londres. La aplicación está recomendada solo para médicos y especialistas de la salud.